# Loch Treig
Loch Treig är en sjö i Storbritannien.   Den ligger i kommunen Highland och riksdelen Skottland, i den nordvästra delen av landet, 700 km nordväst om huvudstaden London. Loch Treig ligger 248 meter över havet. Arean är 6,5 kvadratkilometer. Omgivningarna runt Loch Treig är i huvudsak ett öppet busklandskap. Den sträcker sig 8,2 kilometer i nord-sydlig riktning, och 3,6 kilometer i öst-västlig riktning.